# جرج گویان (بازیکن فوتبال)
جرج گویان (انگلیسی: George Guyan؛ 3 April 1901 – ۱۹۸۴ (۸۲−۸۳ سال)) بازیکن فوتبال بود.